# Conothraupis
Conothraupis is een geslacht van zangvogels uit de familie Thraupidae (tangaren).

## Soorten
Het geslacht kent de volgende soorten:
- Conothraupis mesoleuca  – Kegelsnaveltangare
- Conothraupis speculigera  – Spiegeltangare